# Amydrium humile
Amydrium humile är en kallaväxtart som beskrevs av Heinrich Wilhelm Schott. Amydrium humile ingår i släktet Amydrium och familjen kallaväxter. Inga underarter finns listade.